# Lago Malaui
El lago Malaui o Malawi (en inglés: Lake Malawi; también conocido como lago Nyasa en Tanzania y lago Niassa en Mozambique) es un gran lago africano, el lago más austral del Gran Rift, en África Oriental, perteneciente a Malaui, Mozambique y Tanzania.
Es el cuarto mayor lago de agua dulce del mundo por volumen y noveno por área —y el tercer mayor lago y segundo más profundo de África. El lago Malaui alberga más especies de peces que cualquier otro lago, incluyendo al menos 700 especies de cíclidos. La porción del lago de Mozambique fue declarada oficialmente como reserva por el gobierno mozambiqueño el 10 de junio de 2011, mientras que en Malaui una porción del lago fue incluida en el parque nacional del Lago Malaui.
El Malaui es un lago meromíctico, lo que significa que sus capas de agua no se mezclan. La estratificación permanente del agua del lago Malaui y el límite oxóxico-anóxico (relacionado con el oxígeno en el agua) se mantienen mediante gradientes químicos y térmicos moderadamente pequeños.

## Descubrimiento europeo y colonización
El negociador portugués Candido José da Costa Cardoso fue el primer europeo en visitar el lago en 1846. David Livingstone llegó al lago en 1859 y lo llamó lago Nyasa. También se refirió a él por un par de apodos: lago de las Estrellas (Lake of Stars) y lago de las Tormentas (Lake of Storms). El apodo de «lago de las Estrellas» se produjo después de que Livingstone observase las luces de las linternas de los pescadores en Malaui en sus embarcaciones, que parecían, desde la distancia, estrellas en el cielo. Más tarde, después de experimentar los impredecibles y extremadamente violentos vendavales que barren el área, también se refirió a él como el lago de las Tormentas. La mayor parte de la zona que rodea al lago fue subsecuentemente reclamada por el Imperio británico para formar la colonia de Niasalandia. Aunque Portugal ocupó las costas levantinas del lago, las islas de Likoma y Chizumulu, que se encuentran cercanas a las costas de Mozambique, fueron colonizadas por misioneros escoceses desde Niasalandia, y en consecuencia quedaron incorporadas al dominio británico. 
El 16 de agosto de 1914, el lago Malaui fue el escenario de una breve batalla naval cuando el cañonero británico SS Gwendolen, comandado por un capitán Rhoades, escuchó que la Primera Guerra Mundial había estallado y recibió órdenes del alto mando del Imperio Británico para «hundir, quemar o destruir» el único cañonero del Imperio alemán en el lago, el Hermann von Wissmann, comandado por un capitán Berndt. La tripulación de Rhoades encontró al Hermann von Wissmann en una bahía cerca de Sphinxhaven, en aguas territoriales del África Oriental Alemana. El Gwendolen deshabilitó el bote alemán con un solo disparo de cañón desde un alcance de aproximadamente 1800 metros. Este breve conflicto de cañoneras fue aclamado por The Times en Inglaterra como la primera victoria naval del Imperio británico de la Primera Guerra Mundial.

## Características geográficas

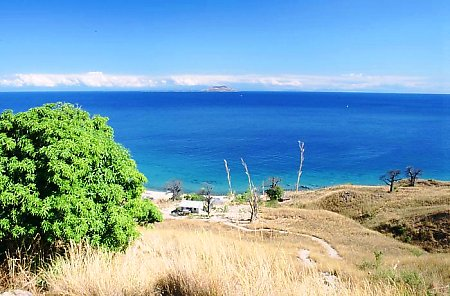
Una vista del lago desde la isla Likoma.

El lago Malaui tiene entre 560 kilómetros (348 mi) y 580 kilómetros (360,4 mi) de longitud, y unos 75 kilómetros (46,6 mi) de anchura en su punto más ancho. El lago tiene una área superficial total de unos 29 600 kilómetros cuadrados (11 428,6 mi²). El lago es de 706 m (772,1 yd) en su punto más profundo, situado en una importante depresión en la parte norte-central. Otra depresión más pequeña en el extremo septentrional alcanza una profundidad de 528 m (1732,3 pies). La mitad meridional del lago es menos profunda; menos de 400 m (1312,3 pies) en la parte centro-sur y menos de 200 m (656,2 pies) en el extremo austral. El lago tiene costas en Mozambique occidental, Malaui oriental y Tanzania meridional. El mayor río que desemboca en él es el río Ruhuhu, y tiene una desembocadura en su extremo sur, el río Shire, un afluente que desemboca en el muy caudaloso río Zambeze en Mozambique. La evaporación es responsable de más del 80% de la pérdida de agua del lago, bastante más que el desbordamiento del río Shire. Las salidas del lago Malaui hacia el río Shire son vitales para la economía, ya que los recursos hídricos sustentan la energía hidroeléctrica, el riego y la biodiversidad río abajo. Se han planteado preocupaciones sobre los futuros impactos del cambio climático en el lago Malaui debido a la reciente disminución de los niveles del lago y la tendencia general de secado. El clima de la región del lago ya está experimentando cambios, y se prevé que las temperaturas aumenten en todo el país.
El lago se encuentra a unos 350 kilómetros (217,5 mi) al sureste del lago Tanganica, otro de los grandes lagos del Rift de África Oriental.
El Parque Nacional del Lago Malaui se encuentra en el extremo meridional del lago.

### Islas principales
Hay dos islas habitadas en el lago, Likoma y Chizumulu. En Likoma existe una gran catedral anglicana, construida por los misioneros a principios del siglo XX. Una característica importante de ambas islas es la presencia de un gran número de árboles de baobab. 
Las islas tienen una población de varios miles de personas, que subsisten de la explotación de bananas, mangos, tapioca y de la pesca en el lago.

### Fronteras en el lago
La mayor parte del lago se encuentra en Malaui, si bien la frontera lacustre entre este país y Tanzania se encuentra todavía en disputa. Tanzania reclama fronteras sobre el lago iguales a las que separaban las colonias alemanas y británicas antes de 1914.
Malaui por su parte reclama casi toda la superficie lacustre incluyendo aguas cercanas a la costa de Tanzania, con base en la administración británica posterior a 1919, que incluyó el lago bajo dominio de la Nyasalandia británica por obvias razones de evitar una administración separada para la administración del Tanganica. La disputa ha llevado a conflictos en el pasado. 
Casi un cuarto de la superficie lacustre se encuentra en Mozambique, y la isla Likoma y la isla Chizumulu, dentro de estas aguas, constituyen un enclave de Malaui.

## Historia geológica

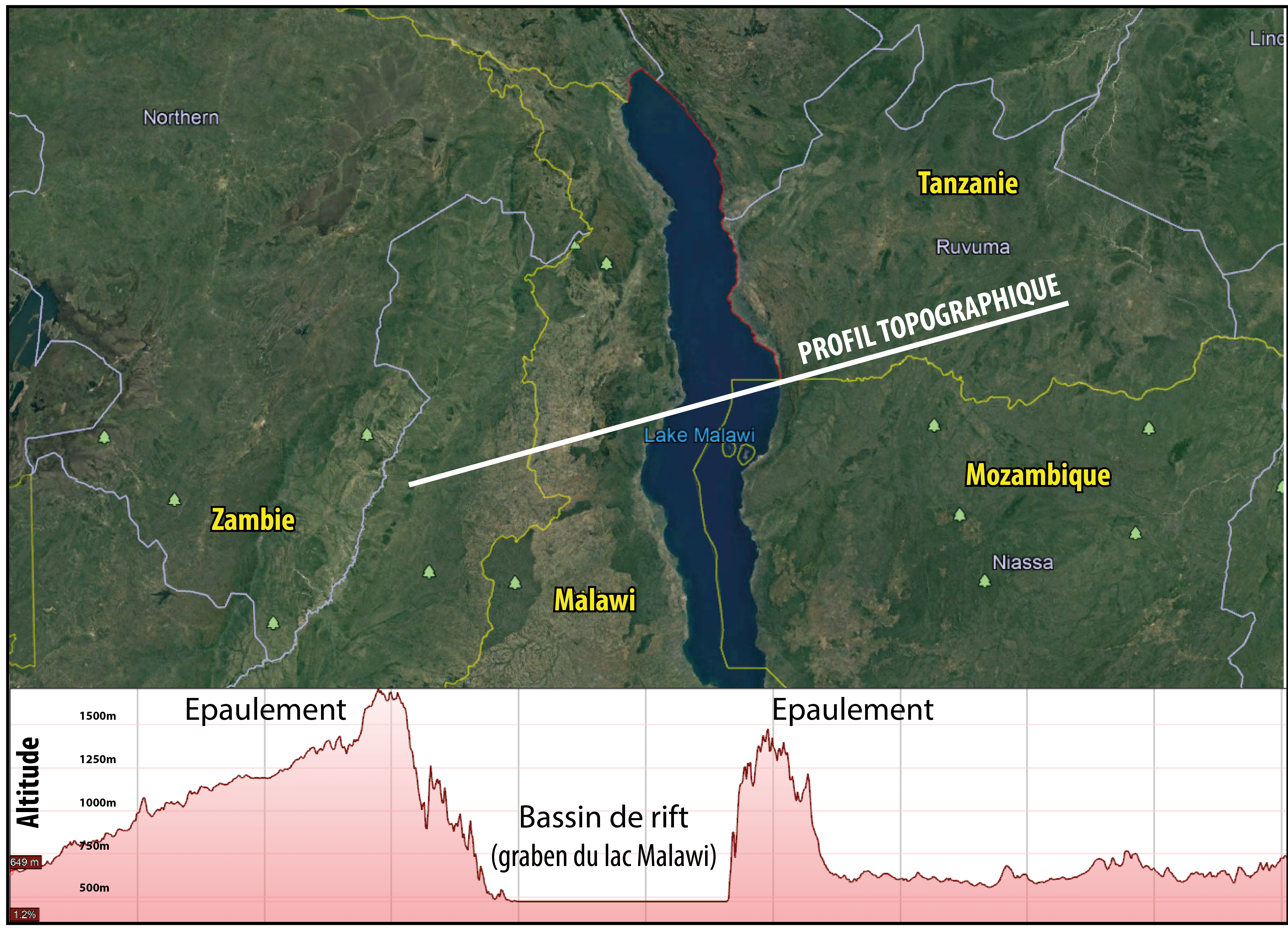
Perfil topográfico de la grieta del rift del lago Malaui

El Rift de África Oriental (rojo) con los lagos del Gran Valle del Rift, Malaui en el sur

Malaui es uno de los principales lagos del Gran Valle del Rift y un antiguo lago. El lago se encuentra en un valle formado por la apertura del Rift de África Oriental, donde la Placa tectónica africana se está dividiendo en dos partes. Esto se denomina límite divergente de placas tectónicas. Normalmente se ha estimado que Malaui tiene una antigüedad de 1-2 millones de años (mya), pero pruebas más recientes apuntan a un lago considerablemente más antiguo con una cuenca que comenzó a formarse alrededor de 8,6 mya y la condición de aguas profundas apareció por primera vez 4,5 mya.
Los niveles de agua han variado drásticamente con el tiempo, desde casi 600 m (1968,5 pies) por debajo del nivel actual a 10-20 m (32,8-65,6 pies) por encima. Durante períodos el lago se secó casi por completo, dejando sólo uno o dos lagos relativamente pequeños, altamente alcalinos y salinos en lo que actualmente son las partes más profundas de Malaui. Una química del agua parecida a las condiciones actuales sólo apareció hace unos 60 000 años. Se calcula que los principales periodos de estiaje se produjeron hace entre 1,6 y 1,0-0,57 millones de años (cuando podría haberse secado por completo), entre 420 000 y 250 000-110 000 años, hace unos 25 000 años y entre 18 000 y 10 700 años. Durante el pico del período de estiaje entre 1390 y 1860 d. C., puede haber estado 120-150 m (393,7-492,1 pies) por debajo de los niveles de agua actuales.

## Características del agua
El agua del lago es alcalina (pH 7,7-8,6) y cálida, con una temperatura superficial típica de entre 24 y -29 Cº, mientras que las secciones profundas suelen ser de unos 22 °C (71,6 °F). La termoclina se encuentra a una profundidad de 40-100 m (131,2-328,1 pies). El límite de oxígeno se encuentra a una profundidad de aproximadamente 250 m (820,2 pies), lo que restringe a los peces y otros organismos aerobios a la parte superior. El agua es muy clara para ser un lago y la visibilidad puede ser de hasta 20 m (65,6 pies), pero algo menos de la mitad de esta cifra es lo más habitual y se sitúa por debajo de 3 m (10 pies) en bahías fangosas. Sin embargo, durante los meses de la estación lluviosa, de enero a marzo, las aguas son más turbias debido a las entradas de lodo de los ríos.

## Descubrimiento y colonización europeos
El comerciante portugués Cândido José da Costa Cardoso fue el primer europeo en visitar el lago en 1846. David Livingstone llegó al lago en agosto de 1859, y lo llamó lago Nyasa. También se refirió a él con un par de apodos: «lago de las Estrellas» y «lago de las Tormentas». El apodo del Lago de las Estrellas surgió después de que Livingstone observara las luces de las linternas de los pescadores de Malaui en sus barcos, que se asemejan, desde la distancia, a estrellas en el cielo. Más tarde, tras experimentar los vendavales impredecibles y extremadamente violentos que barren la zona, también se refirió a él como el Lago de las Tormentas. El explorador alemán Albrecht Roscher llegó al lago en octubre de 1859, dos meses después de que lo hiciera Livingstone, falleciendo asesinado por traficantes árabes de esclavos cerca del lago en marzo de 1860.
El 16 de agosto de 1914, el lago Malaui fue escenario de una breve batalla naval cuando el capitán Rhoades, al mamdo de la cañonera británica SS Gwendolen, se enteró de que había estallado la Primera Guerra Mundial, y recibió órdenes del alto mando del Imperio Británico de «hundir, quemar o destruir» la única cañonera del Imperio Alemán en el lago, el Hermann von Wissmann, al mando del capitán Berndt. La tripulación de Rhoades encontró al Hermann von Wissmann en una bahía cerca de Sphinxhaven, en aguas territoriales de África Oriental Alemana. El Gwendolen inutilizó el barco alemán con un solo cañonazo disparado desde una distancia de unos 1800 metros (1968,5 yd). Este brevísimo conflicto de cañoneras fue aclamado por The Times de Inglaterra como la primera victoria naval del Imperio Británico en la Primera Guerra Mundial.